# Todas as Mulheres do Mundo (série de televisão)
Todas as Mulheres do Mundo é uma série brasileira produzida e exibida pelo serviço de streaming Globoplay, cujo lançamento da primeira temporada ocorreu em 23 de abril de 2020. Escrita por Jorge Furtado e Janaína Fischer, é inspirada no filme homônimo Todas as Mulheres do Mundo de 1966, dirigido por Domingos de Oliveira e estrelado por Paulo José e Leila Diniz. A direção geral foi de Ricardo Spencer e Renata Porto D’Ave, e a direção artística foi de Patricia Pedrosa.
O filme de 1966 já havia sido adaptado para a televisão como um episódio do programa Caso Especial exibido em 4 de maio de 1990, com Fernanda Torres e Pedro Cardoso, escrito e dirigido por Domingos de Oliveira.
A versão de 2020, baseada em uma ideia original de Oliveira e Maria Ribeiro, conta com Emilio Dantas, Sophie Charlotte, Martha Nowill e Matheus Nachtergaele no elenco principal. Foi exibida de 2 de fevereiro a 20 de abril de 2021, na TV Globo, sempre às terças-feiras, após o Big Brother Brasil 21.

## Produção
| “ | Todas as Mulheres do Mundo’ é uma série sobre o amor, sobre liberdade. Domingos era um poeta da paixão. Era apaixonado pelo amor, pela vida e pela arte, e apresentava sua visão de mundo, sua originalidade, em tudo que produzia. A série será uma oportunidade para todos os brasileiros conhecerem a poesia de um grande artista. | ” |

disse o autor Jorge Furtado. A série teve sugestões em vida de Domingos, e é baseada nos roteiros de “Todas as Mulheres do Mundo”; “Edu Coração de Ouro”, “Amores”; “Separações”; “Os Inseparáveis”; “A Primeira Valsa”; “BR 716”; e “Largando o Escritório”.Os autores fizeram histórias e personagens novos, incorporando-os à narrativa principal.

### Filmagens
As gravações da série ocorreram na cidade do Rio de Janeiro, no bairro de Copacabana, onde o cineasta Domingos de Oliveira viveu, além de contar com externas na região serrana do estado do Rio.

## Enredo
Paulo (Emilio Dantas) é um homem apaixonado pela liberdade, pela poesia e pelas mulheres. Por todas as mulheres do mundo. Em busca de um grande amor, ele é capaz de encantar-se por diversas vezes e se entregar por inteiro a cada relação, vivendo-a com a máxima intensidade. Arquiteto, morador de Copacabana, Paulo tem a paixão como combustível para a vida. Acredita firmemente que o amor alimenta sua alma de poeta e enxerga a essência de cada uma das mulheres com as quais se envolve. Mas é a paixão à primeira vista pela bailarina Maria Alice (Sophie Charlotte), em uma festa de Natal, e todo desenrolar dessa relação, que conduz a série. 

## Elenco

### Principal
| Intérprete           | Personagem  |
| -------------------- | ----------- |
| Emilio Dantas        | Paulo       |
| Sophie Charlotte     | Maria Alice |
| Martha Nowill        | Laura       |
| Matheus Nachtergaele | Cabral      |
| Maria Mariana        | Clarissa    |

### Participações especiais
| Lista de participações especiais | Lista de participações especiais | Lista de participações especiais |
| Intérprete                       | Personagem                       | Episódio                         |
| -------------------------------- | -------------------------------- | -------------------------------- |
| Lília Cabral                     | Dionara                          |                                  |
| Priscila Rozembaum               | Glorinha                         |                                  |
| Floriano Peixoto                 | Evaristo                         |                                  |
| Maeve Jinkings                   | Sara                             |                                  |
| Felipe Camargo                   | Cândido                          |                                  |
| Fernanda Torres                  | Estela                           |                                  |
| Fábio Assunção                   | Ruy                              |                                  |
| Maria Ribeiro                    | Renata                           |                                  |
| Naruna Costa                     | Pink                             |                                  |
| Samya Pascotto                   | Adriana                          |                                  |
| Yara de Novaes                   | Margarete                        |                                  |
| Ícaro Silva                      | Silvio                           |                                  |
| Rodrigo Penna                    | Luiz Artur                       |                                  |
| Gabriel Stauffer                 | Ângelo                           |                                  |
| Vanessa Bueno                    | Caroline                         |                                  |
| Rafael Losso                     | Pedro                            |                                  |
| Pedro Cassiano                   | Vitor                            |                                  |
| Ricardo Gelli                    | Leopoldo                         |                                  |
| Paula Possani                    | Drª. Tania                       |                                  |
| Verônica Debom                   | Martinha                         |                                  |
| Sara Antunes                     | Pâmela                           |                                  |
| Mariana Sena                     | Gilda                            |                                  |
| Natasha Jascalevich              | Natália                          |                                  |
| Marina Provenzzano               | Elisa                            |                                  |
| Carol Badra                      | Rosinha                          |                                  |
| Renata Paschoal                  | Drª. Jones                       |                                  |
| Cassio do Nascimento             | Diogo                            |                                  |

## Episódios
| Temporada | Temporada | Episódios | Canal     | Lançamento          | Ref.   |
| --------- | --------- | --------- | --------- | ------------------- | ------ |
|           | 1         | 12        | Globoplay | 23 de abril de 2020 | [ 16 ] |

### 1.ª temporada (2020)
| N.º na série | N.º na temp. | Título            | Exibição original   |
| --- | ------------ | ----------------- | ------------------- |
| 1 | 1            | "Maria Alice"     | 23 de abril de 2020 |
| Na festa de Natal, Paulo se encanta pela bailarina Maria Alice, noiva de um dos convidados. Os dois se envolvem, até que Maria Alice decide fazer uma viagem.                        |              |                   |                     |
| 2 | 2            | "Adriana"         | 23 de abril de 2020 |
| Paulo só pensa em Maria Alice, mas conhece Adriana. O pai de Adriana descobre uma doença e confidencia a Paulo um segredo antigo.                                                    |              |                   |                     |
| 3 | 3            | "Elisa"           | 23 de abril de 2020 |
| Adriana aposta em uma relação estável com Paulo, mas o arquiteto conhece Elisa e se apaixona à primeira vista. No hospital, Cândido melhora subitamente de sua doença.               |              |                   |                     |
| 4 | 4            | "Laura"           | 23 de abril de 2020 |
| Laura fica dividida entre Paulo e Luis Arthur. Maria Alice liga para Paulo e conta que está namorando. Cabral encontra Glorinha, seu grande amor.                                    |              |                   |                     |
| 5 | 5            | "Martinha"        | 23 de abril de 2020 |
| Paulo conhece Martinha, nova moradora do prédio. Cabral e Laura criam um canal na internet para falar sobre amor e dor. Laura tem uma grande surpresa.                               |              |                   |                     |
| 6 | 6            | "Dionara"         | 23 de abril de 2020 |
| Dionara, mãe de Paulo, avisa que vai se casar. Ele se surpreende ao ver Evaristo acompanhado por outra mulher em um restaurante. Paulo é convidado para ser padrinho do casamento.   |              |                   |                     |
| 7 | 7            | "Renata e Pâmela" | 23 de abril de 2020 |
| Paulo se envolve com Renata, arquiteta que trabalha com ele. Eles passam um fim de semana na casa de Rui, mas um telefonema inesperado muda os planos da viagem.                     |              |                   |                     |
| 8 | 8            | "Gilda"           | 23 de abril de 2020 |
| Paulo se encanta por Gilda quando a vê cantar em um bar. Gilda chama a atenção por onde passa e seus posts viralizam. Paulo desanima quando ela conta que vai viajar a trabalho.     |              |                   |                     |
| 9 | 9            | "Sara"            | 23 de abril de 2020 |
| Paulo, Laura e Cabral assistem à uma apresentação de Sara num bar e Paulo se encanta por ela. Laura decide ter uma experiência inovadora e recebe o apoio dos amigos.                |              |                   |                     |
| 10 | 10           | "Natália"         | 23 de abril de 2020 |
| Paulo e Maria Alice mantém contato pela internet. Paulo busca ajuda de uma psicóloga, mas acaba se apaixonando à primeira vista novamente. Uma visita inesperada surpreende a todos. |              |                   |                     |
| 11 | 11           | "Maria Alice"     | 23 de abril de 2020 |
| Paulo, Laura e Cabral brindam o retorno de Maria Alice ao Brasil. Laura se prepara para a chegada do bebê. Paulo e Maria Alice fazem um anúncio que surpreende a todos.              |              |                   |                     |
| 12 | 12           | "Pink"            | 23 de abril de 2020 |
| Enquanto ensaia para a estreia de sua peça com Pink e Davi, Paulo faz um acordo com Maria Alice. O bebê de Laura nasce.                                                              |              |                   |                     |

## Exibição
O lançamento da primeira temporada aconteceu exclusivamente pelo serviço de streaming Globoplay em 23 de abril de 2020. 
O primeiro episódio foi exibido no Pré-estreia Globoplay em seu dia de lançamento às 23h na TV Globo.
Foi exibida em canal aberto pela TV Globo em doze capítulos, de 2 de fevereiro a 20 de abril de 2021, às terças-feiras, na faixa das 23h.

## Prêmios e indicações
| Ano  | Prêmio                      | Categoria                                    | Indicado             | Resultado | Ref.   |
| ---- | --------------------------- | -------------------------------------------- | -------------------- | --------- | ------ |
| 2020 | Séries em Cena Awards       | Melhor Ator Nacional                         | Emilio Dantas        | Indicado  | [ 18 ] |
| 2020 | Séries em Cena Awards       | Melhor Atriz Nacional                        | Sophie Charlotte     | Indicado  | [ 18 ] |
| 2020 | Prêmio Contigo! de TV       | Melhor Ator de Série                         | Emilio Dantas        | Indicado  | [ 19 ] |
| 2020 | Prêmio Contigo! de TV       | Melhor Ator Coadjuvante de Novela ou Série   | Matheus Nachtergaele | Indicado  | [ 19 ] |
| 2020 | Prêmio The Brazilian Critic | Melhor Ator em Série de Comédia              | Emilio Dantas        | Indicado  | [ 20 ] |
| 2020 | Prêmio The Brazilian Critic | Melhor Atriz Coadjuvante em Série de Comédia | Sophie Charlotte     | Indicado  | [ 20 ] |
| 2020 | Prêmio The Brazilian Critic | Melhor Atriz Coadjuvante em Série de Comédia | Martha Nowill        | Indicado  | [ 20 ] |
| 2020 | Prêmio The Brazilian Critic | Melhor Ator Coadjuvante em Série de Comédia  | Matheus Nachtergaele | Venceu    | [ 20 ] |
| 2020 | Melhores do Ano NaTelinha   | Melhor Ator                                  | Emilio Dantas        | Indicado  | [ 21 ] |
| 2020 | Prêmio F5                   | Melhor Ator de Série Dramática               | Emilio Dantas        | Indicado  | [ 22 ] |
| 2021 | Emmy Internacional          | Melhor Minissérie ou Telefilme               | Jorge Furtado        | Indicado  |        |